# Dioscorea polystachya
Dioscorea polystachya · nagaimo, igname de Chine, igname de Corée
Espèce
Synonymes
- Dioscorea batatas Decne. (1854)[1]
- Dioscorea cayenensis var. psudobatatas Hauman (en) (1915)[1]
- Dioscorea decaisneana Carrière (1865)[1]
- Dioscorea doryphora Hance (1866)[1]
- Dioscorea polystachya f. elongata Nakai (1937)[1]
- Dioscorea polystachya f. tsukune Nakai (1937)[1]
- Dioscorea potaninii Prain & Burkill (1933)
- Dioscorea pseudobatatas (Hauman (en)) Herter (1943)[1]
- Dioscorea rosthornii Diels (1900)[1]
- Dioscorea swinhoei Rolfe (1882)[1]

Dioscorea polystachya, appelé plus communément nagaimo, igname de Chine ou encore igname de Corée, est une espèce de plantes de la famille des Dioscoreaceae. Le tubercule de cet igname peut être mangé cru.

## Description de l'espèce

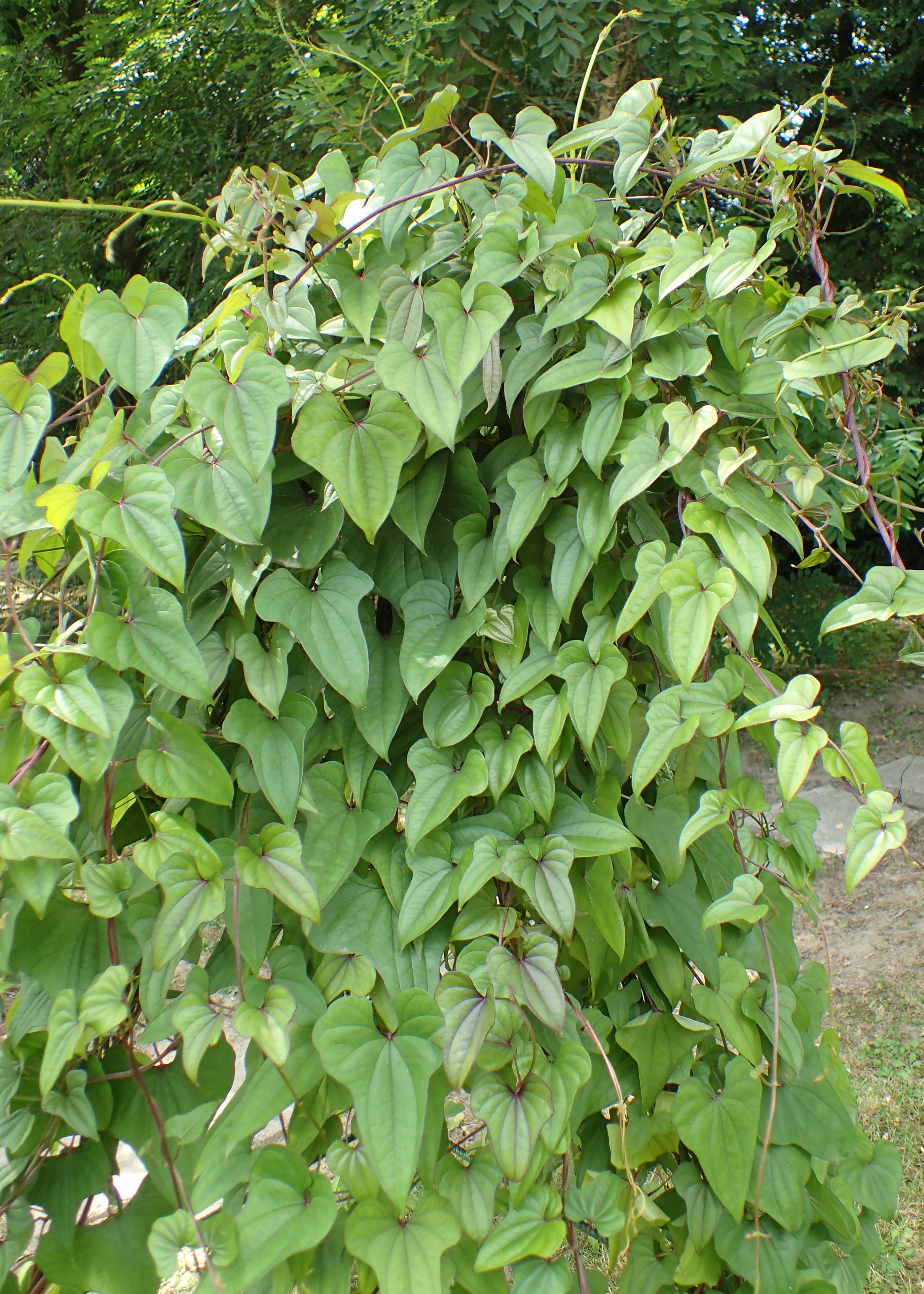
Son port
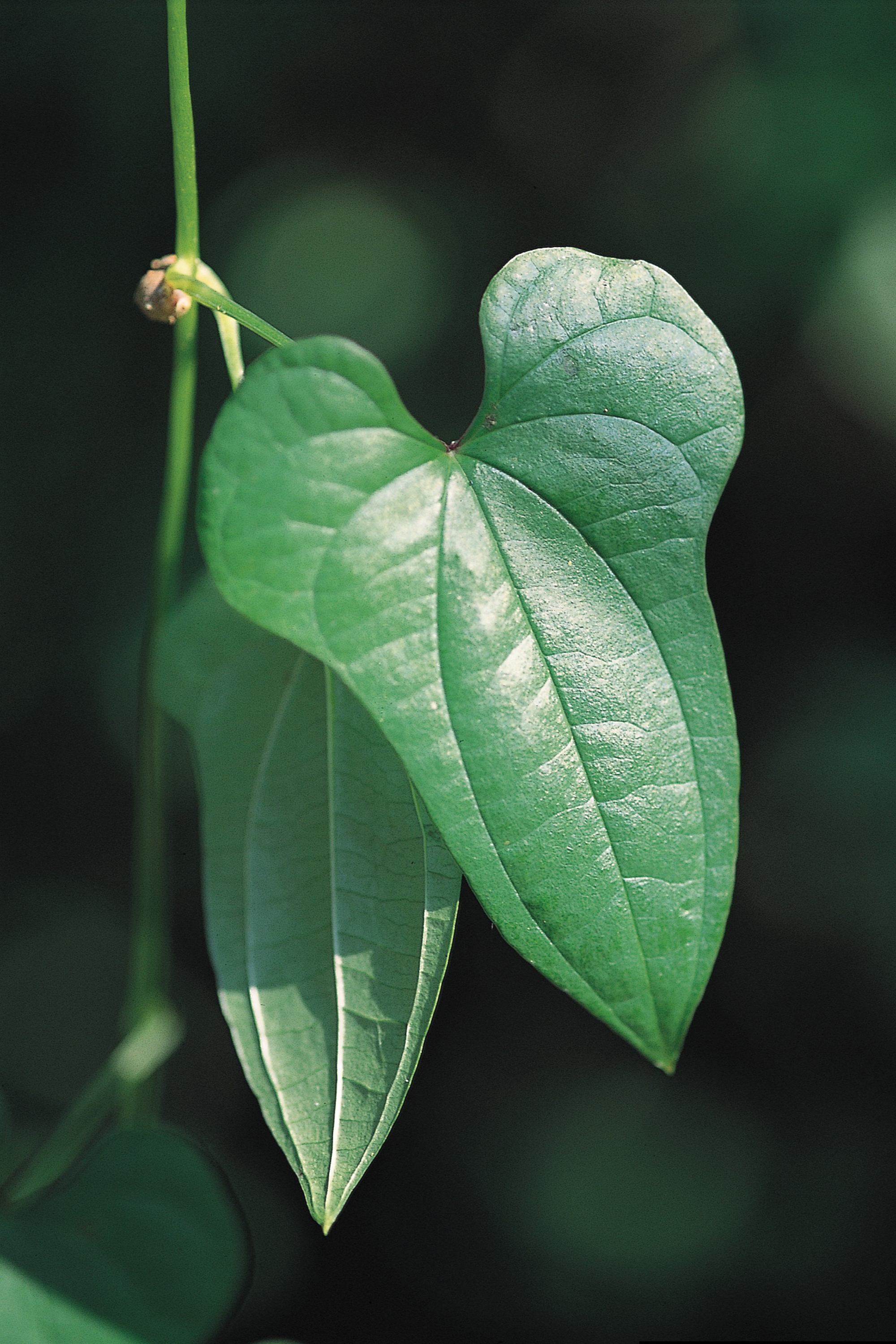
Feuilles
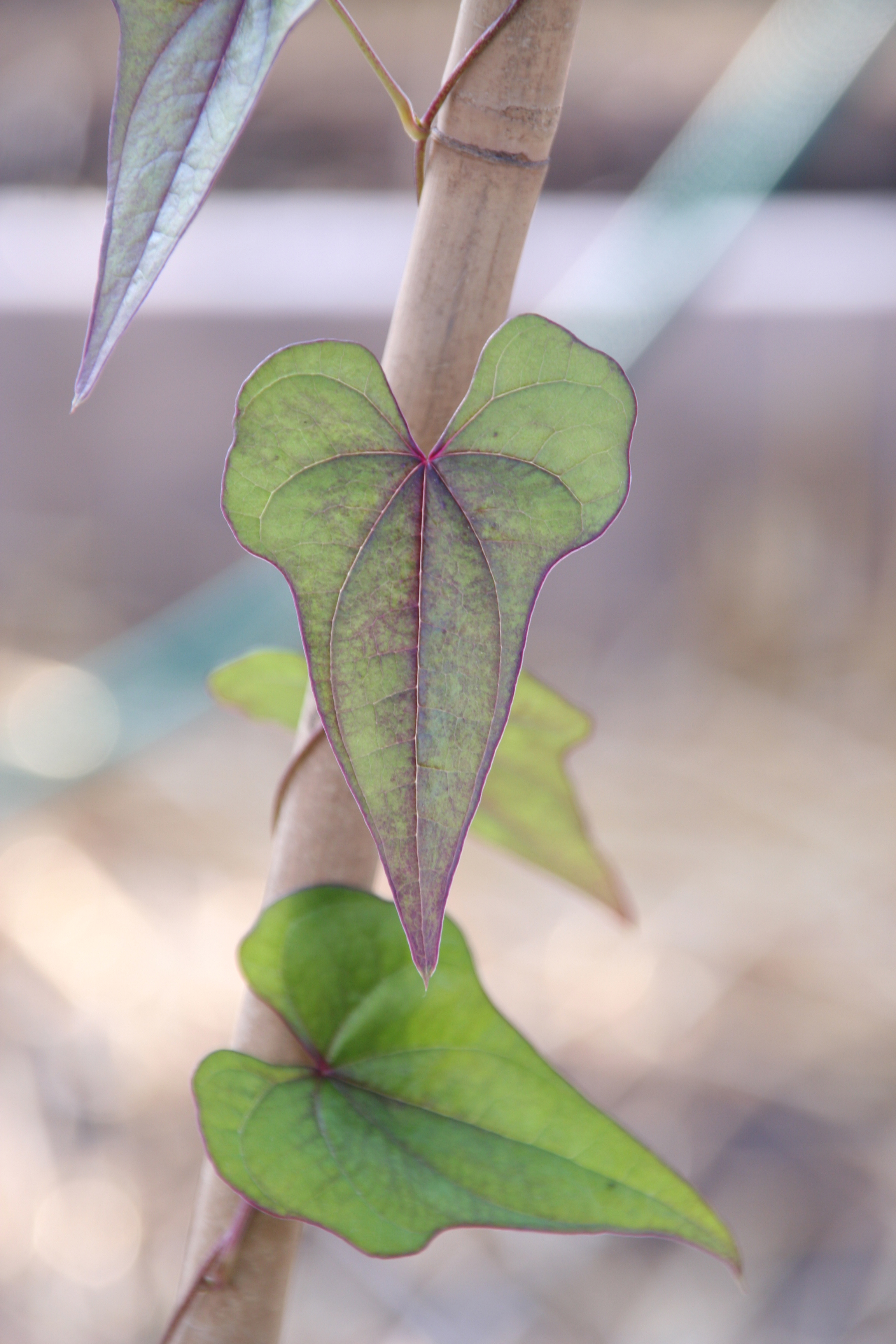
Tiges volubiles
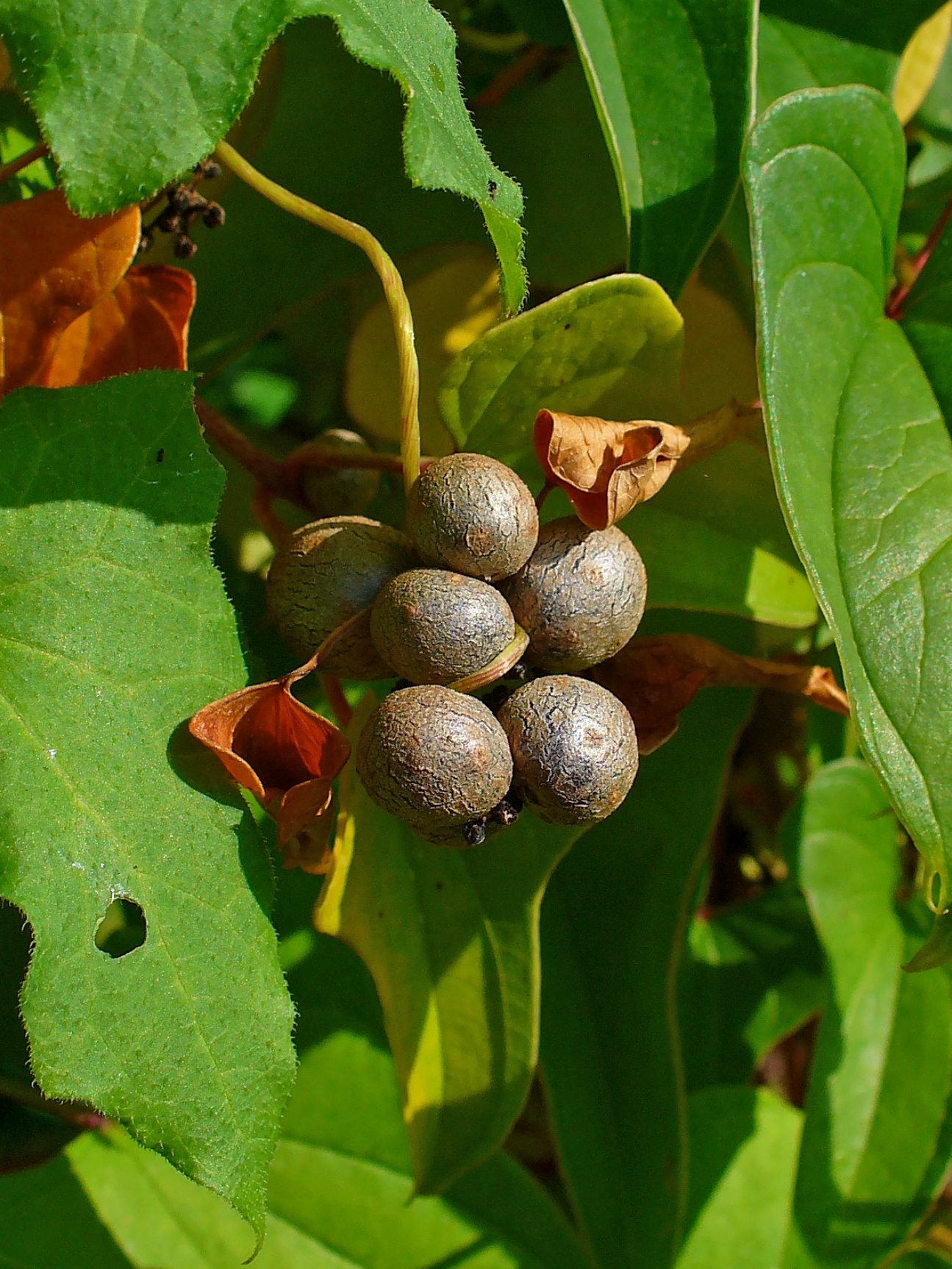
Fruits
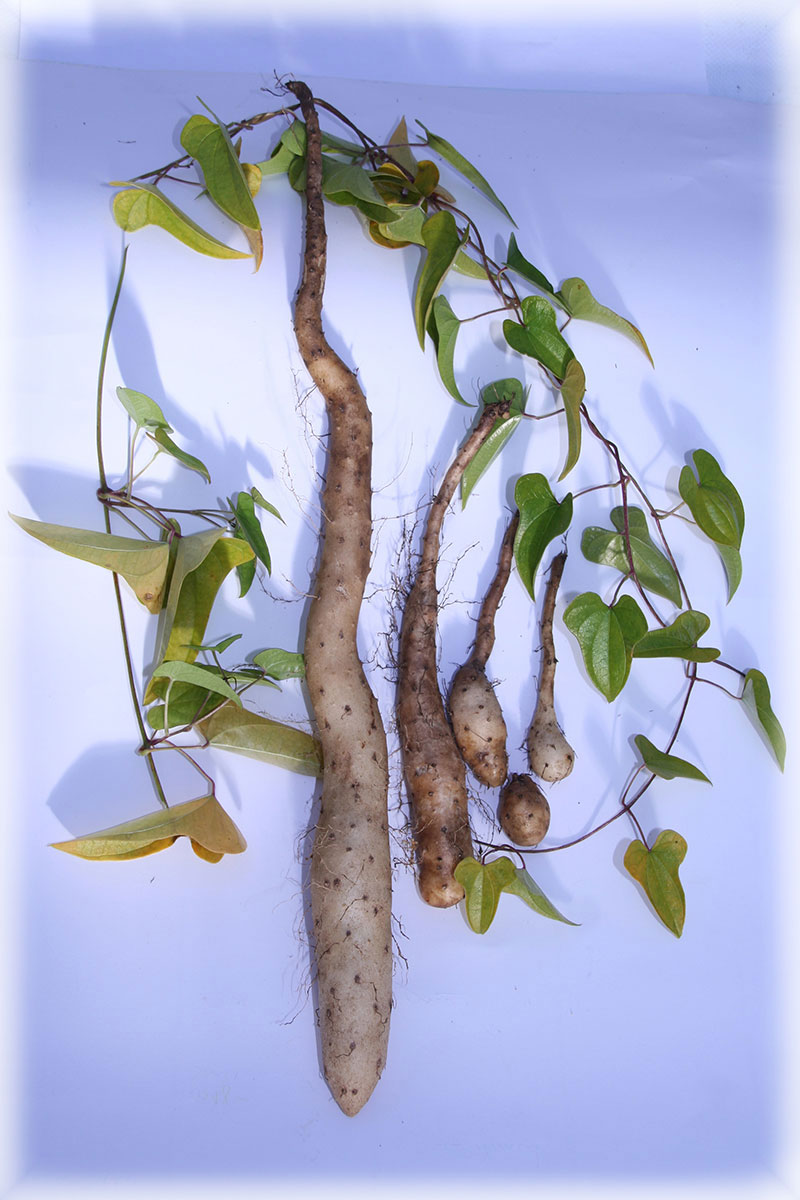
Plante entière

## Dénominations
Il est connu en chinois sous le nom de huái shān (淮山), shān yào (山药), ou encore huái shān yào (淮山药).
En japonais, il est connu sous le nom de  nagaimo (長芋, igname long). De plus, le nagaimo est classé dans les ichōimo (銀杏芋, igname à feuille de ginkgo), ou yamatoimo (大和芋, igname Yamato), suivant la forme de ses racines. 
En Corée, il est appelé ma (hangul : 마), sanwu (山芋, 산우), seoyeo (薯蕷, 서여), ou sanyak (山藥, 산약).
Au Vietnam, l'igname est appelé củ mài ou khoai mài. Quand cet igname est préparé et utilisé comme plante médicinale, il est appelé hoài sơn ou tỳ giải.
En Ilokano, dans le nord des Philippines, il est appelé tuge.

## Synonymes
Outre ceux cités dans l'infobox en haut à droite, se trouvent aussi cinq nom. nud. :
- Dioscorea batatas f. clavata Makino (1912)
- Dioscorea batatas f. daikok Makino (1912)
- Dioscorea batatas f. flabellata Makino (1912)
- Dioscorea batatas f. rakuda Makino (1912)
- Dioscorea batatas f. tsukune Makino (1912)[1]

## Histoire
L'igname de Chine a fait l'objet d'une tentative d'introduction en France en 1850 dans le but de remplacer la pomme de terre, attaquée par le mildiou ; ce fut un échec.
Vers 1890 la Société d'acclimatation de France ouvre un concours pour l'introduction ou la production d'une variété à tubercules courts pour en faciliter l'arrachage,. Plusieurs travaillent sur la question, dont Paul Chappellier (de la Société d'acclimatation de France) qui expérimente sur les ignames depuis la fin des années 1880 ; 
Édouard Heckel travaille sur un croisement de Dioscorea batatas avec D. japonica (1904) (igname plate du Japon, 1901) (ainsi que sur une nouvelle variété de Dioscorea pentaphylla L. à tubercules ronds, ramassés au bas de la tige, et rouges), et sur les tubercules aériens du Dioscorea Hoffa (1899)) ; 
le capitaine Dubiau (vice-président de la Société d'horticulture des Bouches-du-Rhône) qui entreprend des essais sur les indications de Heckel. Heckel attire l'attention de Chappelle sur ce qu'il appelle les “points polaires”, là où apparaissent les bourgeons apicaux quand le tubercule est mis à germer et produit des “yeux” ou points de germination. Chappelle demande à Heckel des précisions sur cette théorie, et si elle pourrait s'appliquer à d'autres tubercules comme la pomme de terre, la betterave, le topinambour ou la rave.

## Culture
Au Japon, la préfecture d'Aomori est la principale région de production de nagaimo.
Pour se développer, l'igname de Chine doit bénéficier d'un climat chaud et humide, ainsi que d'un sol meuble sur une épaisseur suffisante pour que les racines puissent descendre en profondeur.

### Utilisation en cuisine
L'igname de Chine est une exception parmi les ignames, puisque les autres peuvent être toxiques s'ils ne sont pas cuits. Dans la cuisine japonaise, il est mangé cru et râpé, après une préparation minime : le tubercule est brièvement mariné dans un mélange de vinaigre et d'eau pour neutraliser les cristaux d'oxalate irritants que l'on peut trouver sur la peau. Le légume cru est un féculent fade, un mucilage quand il est râpé et peut être mangé comme plat d'accompagnement ou encore ajouté à des nouilles.
Dioscorea polystachya est utilisé dans un plat de nouille appelé tororo udon/soba ou encore comme un ingrédient liant dans la pâte de l''okonomiyaki. Le nagaimo râpé est connu sous le nom de tororo en Japonais. Dans les tororo udon/soba, le tororo est mélangé à d'autres ingrédients comme un bouillon tsuyu (dashi), du wasabi et des oignons verts.

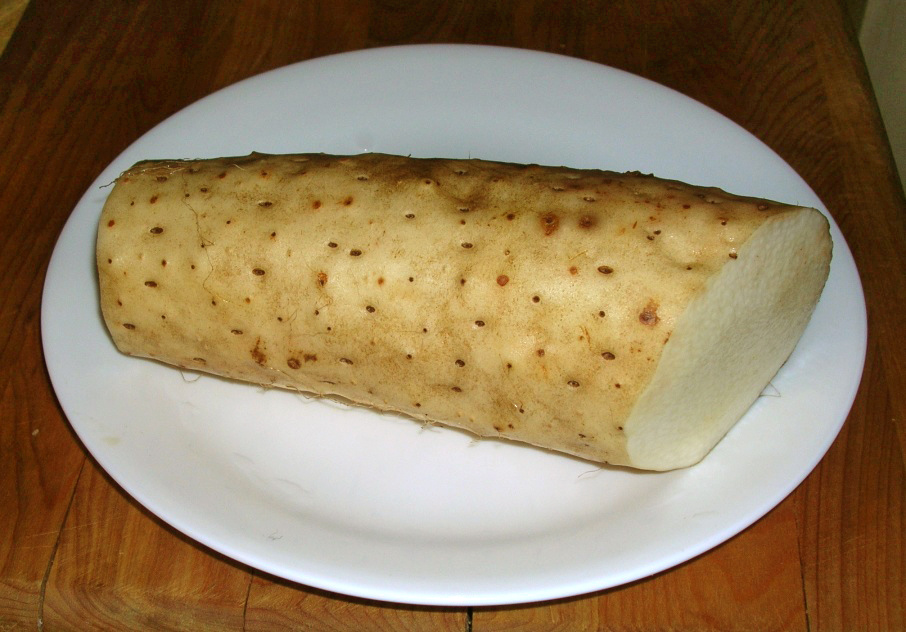
Segment d'un tubercule de Dioscorea polystachya
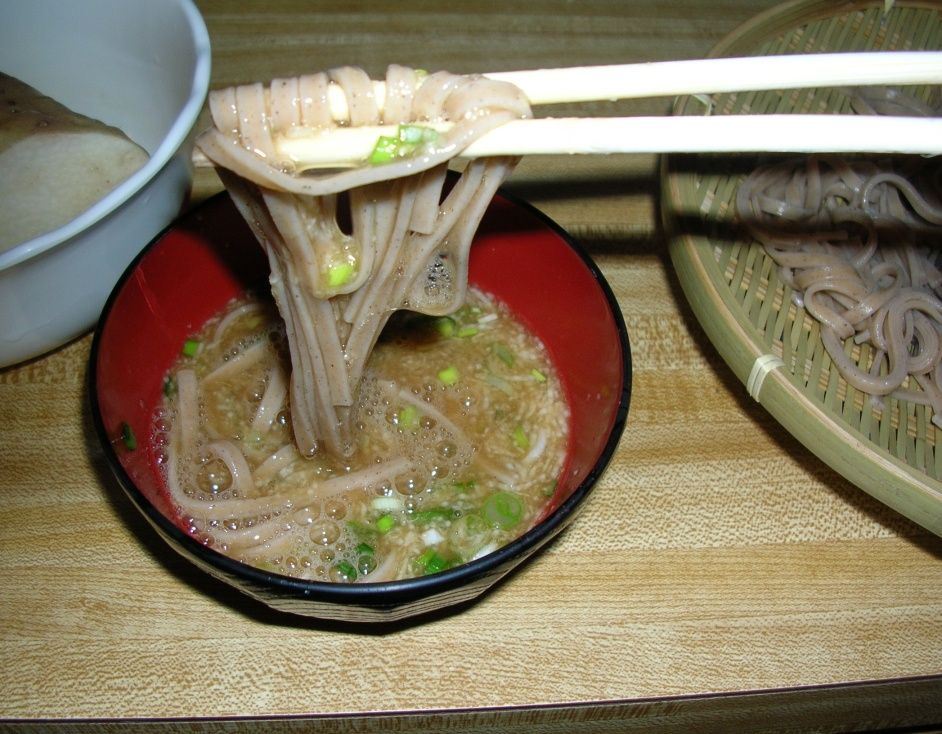
Udon de tororo de Tamba (丹波の黒豆とろろうどん?)
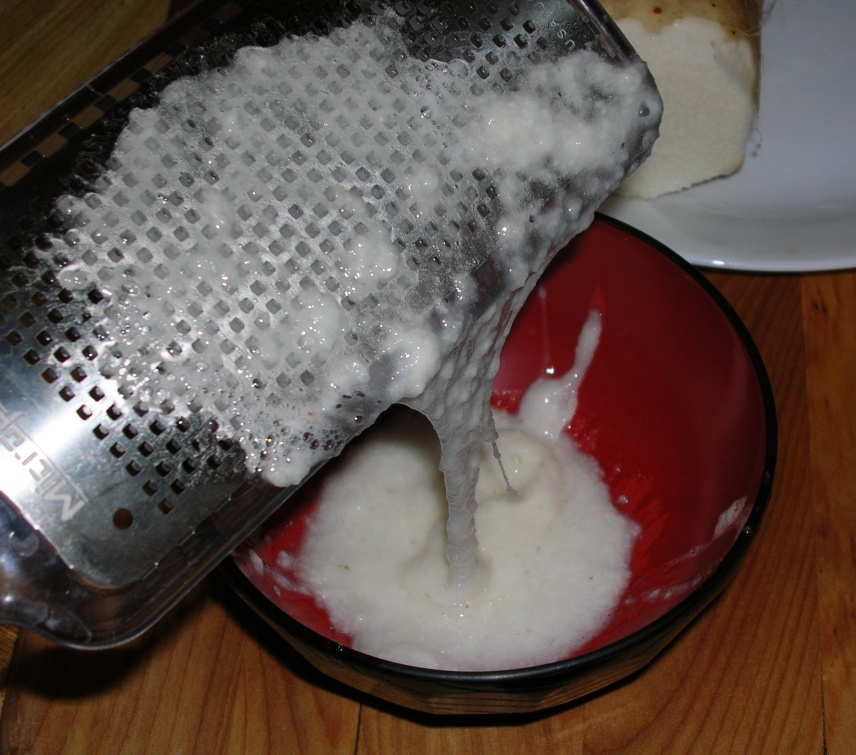
Nagaimo râpé, appelé tororo au Japon

### Plante médicinale
Consommé avec du melon amer, l'igname a montré un impact sur le poids de ses consommateurs ; sur une période de 23 semaines, on a observé une perte de 7 kilos sur des patients.

#### Bases de référence
Pour Dioscorea polystachya: 
- (en) Catalogue of Life : Dioscorea polystachya Turcz. (consulté le 21 décembre 2020)
- (en) Flora of China :  Dioscorea polystachya  (consulté le 2 février 2016)
- (en) GRIN : espèce Dioscorea polystachya Turcz. (consulté le 2 février 2016)
- (fr + en) ITIS : Dioscorea polystachya Turcz. (consulté le 2 février 2016)
- (en) World Checklist of Selected Plant Families (WCSP) : Dioscorea polystachya Turcz.  (consulté le 2 février 2016)
- (en) NCBI : Dioscorea polystachya (taxons inclus) (consulté le 2 février 2016)
- (en) Tropicos : 11000612 Turcz.  (+ liste sous-taxons) (consulté le 2 février 2016)